# Zebra
Zebra je označení pro jeden ze tří podrodů kopytníků z rodu Equus, jejichž srst je charakteristicky bílo-černě pruhovaná („zebrovaná“). Tito zástupci skupiny koňovitých lichokopytníků žijí obvykle v rodinných skupinách, které jsou tvořeny jedním hřebcem, doprovázeným klisnami a mláďaty. Zebra se dožívá 30 až 40 let v zajetí. Ve volné přírodě 20 až 25 let.

## Stavba těla
Stavbou těla se zebry podobají primitivním druhům oslů a koní. Mají kratší nohy, ale větší hlavu, a nejsou tak dobrými sprintery jako ušlechtilá plemena domácích koní. Mohou běžet rychlostí až 65 km/h a jsou vytrvalejšími běžci než kůň. Pruhy nemusejí znamenat ochranu před predátory – ti totiž spatří obrys zebry dříve, než jsou schopni rozpoznat pruhování. Spíše mohou mít termoregulační funkci (vzduch nad černými pruhy se více zahřívá, což vyvolává proudění vzduchu) nebo sloužit jako ochrana proti bodavému hmyzu (světlo odražené od pruhované srsti hmyz odrazuje díky své polarizaci).

## Rozdělení zeber
Mezi zebrami jsou velké individuální rozdíly, popisuje se mnoho poddruhů a místních variant, proto i počet popsaných druhů prošel revizí. Tradičně se popisovaly čtyři druhy: zebra stepní (E. burchellii), zebra horská (E. zebra), zebra Grévyho (E. grevyi) a zebra kvaga (E. quagga). Zebra kvaga byla vyhubena, v roce 1883 uhynul poslední jedinec. V poslední době se ale ukazuje, že zebra kvaga byla pouze poddruhem zebry stepní. Protože zebra kvaga byla popsána dříve, podle pravidla priority se tedy zebra stepní správně jmenuje Equus quagga, vyhynulá zebra kvaga je pak poddruhem E. quagga quagga.
Zebra Chapmanova má mezi širokými černými pruhy vyznačeny ještě pruhy tmavohnědé. Tím se liší od ostatních čtyř poddruhů zeber

## Výskyt

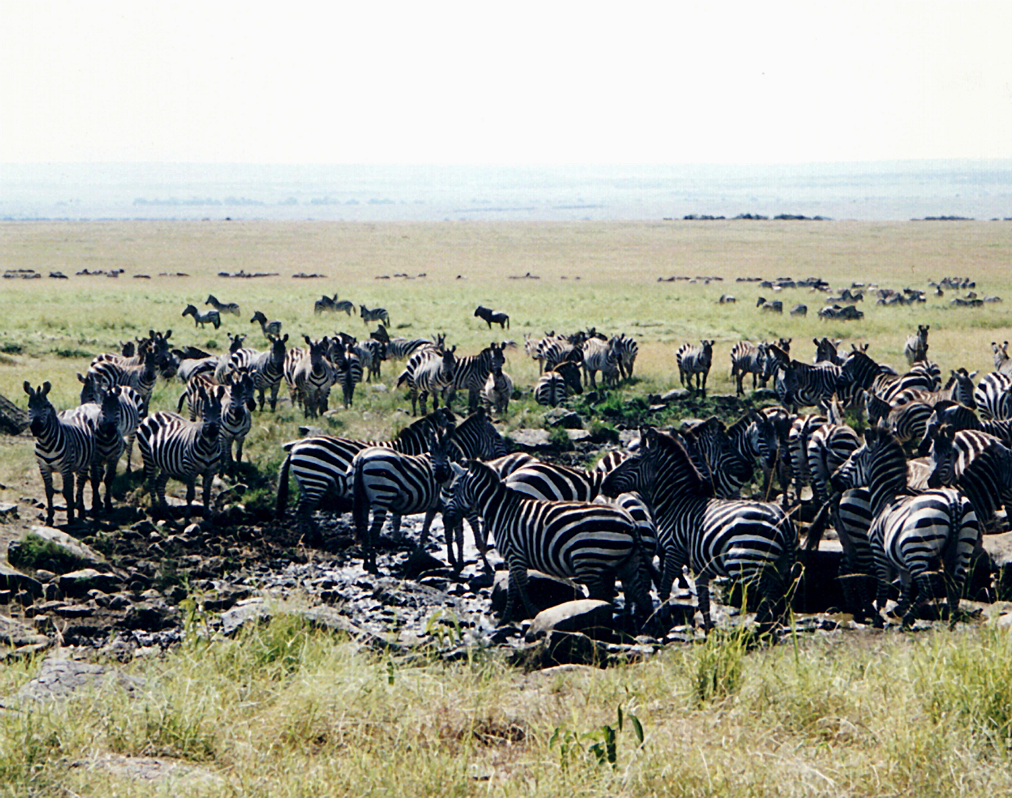
Zebry v Masai Mara.

Žijí pouze v savanách nebo v horských biotopech střední a jižní Afriky. Živí se různými rostlinami. Pasou se na travnatých územích blízko vody.

## Rozmnožování
Po úspěšném páření nastává březost, která trvá celý rok. Mládě se rodí jedno, pokud se narodí dvojčata, obvykle nejsou životaschopná obě. Po narození mládě měří kolem 84 cm a váží průměrně 35 kg. Samice je schopna páření téměř ihned po porodu, ale stává se to jenom zřídka. V průměru mívá samice mládě jednou za 3 roky.

## Jezdectví
Podobnost zebry s koněm vyvolává automaticky otázku, lze-li na ní jezdit. Obecně lze říci, že ano, ale problém je, že je mnohem obtížnější ji ochočit a vycvičit, než je tomu u koní. Případy, kdy se to podařilo, existují, ale jsou vzácné.